# Iturmendi

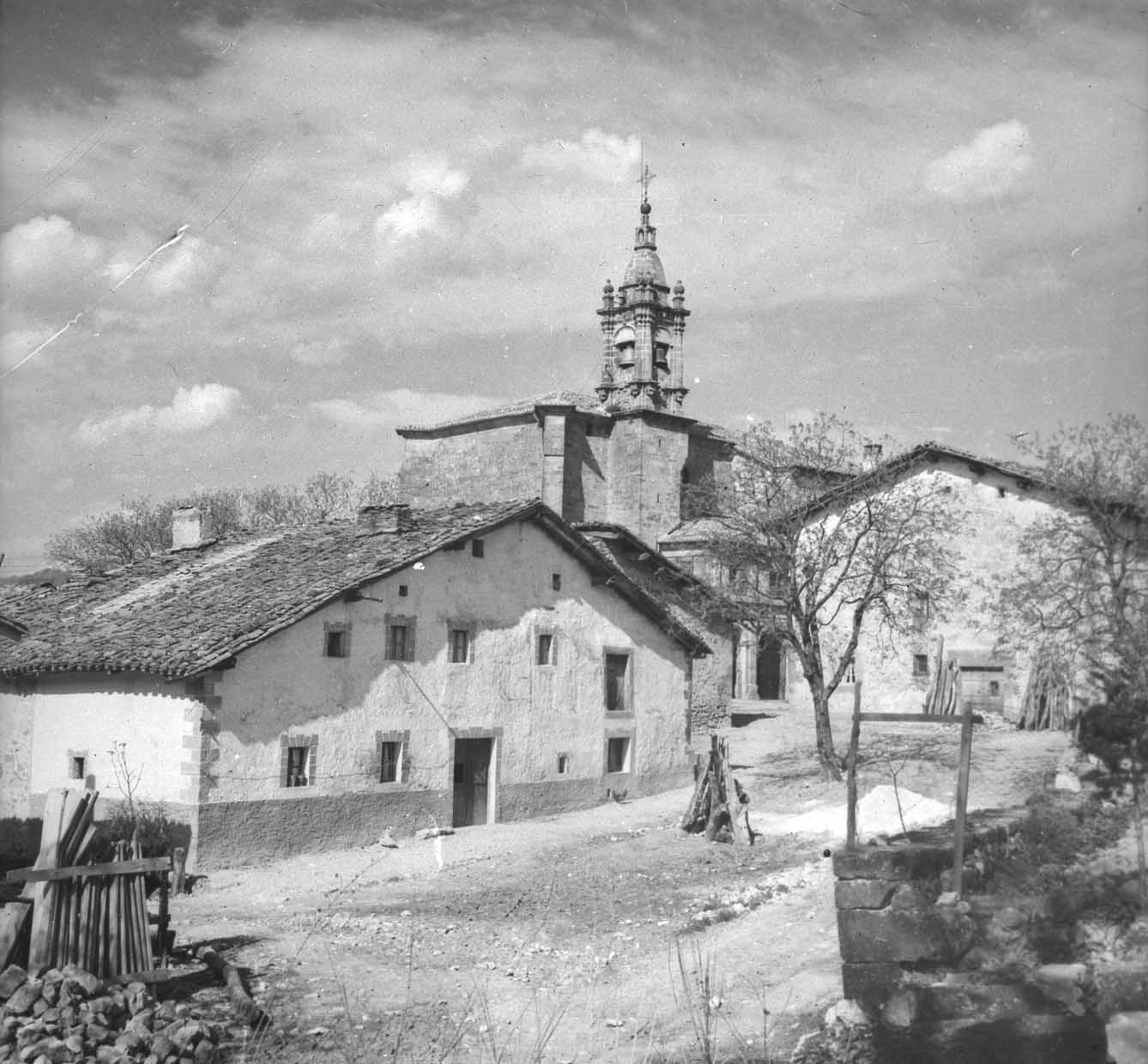
Fotografía de Indalecio Ojanguren el 9 de abril de 1961

Iturmendi es un municipio de la Comunidad Foral de Navarra, situado en la Merindad de Pamplona, en la comarca de Sakana, en el valle del Burunda y a 45 km de la capital, Pamplona. Su población en 2024 fue de 432 habitantes (INE).

## Toponimia
Iturmendi es un topónimo transparente. Significa monte de la fuente en euskera, ya que proviene de las palabras itur(ri) (fuente) y mendi (monte). 
Según Nicolás Arbizu, estudioso de la toponimia e historia del pueblo; hasta el siglo XVII el pueblo se denominaba Iturmendía, pero se perdió la -a final que tiene valor de artículo en euskera y que se suele perder en muchos topónimos vascos.
Iturmendi cuenta con tres fuentes públicas, pudiendo estar alguna de ellas en el origen del nombre. Sin embargo, el pueblo no se ubica sobre ningún altozano o monte pudiéndose deber el nombre del pueblo a algún monte vecino.

## Símbolos

### Escudo
El escudo de armas del lugar de Iturmendi tiene el siguiente blasón:

Trae de plata y un águila pasmada de sable.

Este escudo de armas es el propio del valle de la Burunda, por merced de Felipe IV en 1632.

## Geografía
La localidad de Iturmendi está situada en la parte Noroeste de la Comunidad Foral de Navarra dentro del denominado corredor de La Barranca o del Araquil y el valle de la Burunda, a una altitud de 528 m s. n. m. Su término municipal tiene una superficie de 9,91 km² y limita al norte con el municipio de Ataún de la provincia de Guipúzcoa y la comunidad autónoma del País Vasco, al este con el de Bacáicoa, al sur con la Sierra de Urbasa y al oeste con el municipio de Urdiáin.

## Demografía
Iturmendi cuenta con una población de 432 habitantes (INE 2024).
| Gráfica de evolución demográfica de Iturmendi entre 1842 y 2021                                                     |
| |
| Población de derecho según los censos de población del INE Población de hecho según los censos de población del INE |